# بخش بانش
بخش بانش، یکی از بخش‌های شهرستان بیضا در استان فارس ایران است. مرکز این بخش، روستای بانش است.

## تقسیمات کشوری
- بخش بانش
  - دهستان هفت خان
  - دهستان بانش

## جمعیت
بر پایه سرشماری عمومی نفوس و مسکن در سال ۱۳۹۵، جمعیت بخش بانش برابر با ۱۲٬۲۸۸ نفر بوده است.